# Solanum stipitatostellatum
Solanum stipitatostellatum är en potatisväxtart som beskrevs av Carl Lebrecht Udo Dammer. Solanum stipitatostellatum ingår i släktet skattor som ingår i familjen potatisväxter. Inga underarter finns listade i Catalogue of Life.